# Джамія-Міллія-Ісламія
Джамія-Міллія-Ісламія або Національний ісламський університет (англ. Jamia Millia Islamia, урду جامعہ ملیہ اسلامیہ) — університет в Делі, Індія. Університет був заснований в 1920 році у місті Аліґарх, але потім перенесений до Південного Делі. З 1988 року отримав статус центрального університету. Хоча і заснований ісламськими націоналістами, університет за характером викладання світський.